# Darren Veitch
Darren William Veitch (* 24. April 1960 in Saskatoon, Saskatchewan) ist ein ehemaliger kanadischer Eishockeyspieler und -trainer, der im Verlauf seiner aktiven Karriere zwischen 1977 und 1999 unter anderem 544 Spiele für die Washington Capitals, Detroit Red Wings, Toronto Maple Leafs  in der National Hockey League (NHL) auf der Position des Verteidigers bestritten hat.

## Karriere
Veitch spielte zu Beginn seiner Juniorenzeit in der Saison 1976/77 zunächst für die Regina Blues in der Saskatchewan Junior Hockey League (SJHL). Nachdem er in dieser Spielzeit bereits eine Partie für die Regina Pats in der Western Canada Hockey League (WCHL) absolviert hatte, stand er mit Beginn des Spieljahres 1977/78 fest in deren Kader und nahm in den folgenden drei Spielzeiten eine prägende Rolle im Team ein. In seiner letzten Saison mit den Parts sammelte der Offensivverteidiger insgesamt 122 Scorerpunkte in der regulären Saison, womit er achtbester Scorer der Liga war. Seine 93 Torvorlagen stellten gar den Ligabestwert dar. In den Playoffs war Veitch mit 31 Punkten hinter seinen Mannschaftskollegen Doug Wickenheiser und Ron Flockhart drittbester Punktesammler. Damit hatte er maßgeblichen Anteil am Gewinn des President’s Cups der seit der Vorsaison unter dem Namen Western Hockey League (WHL) firmierenden Liga. Anschließend gewann er mit den Pats auch den prestigeträchtigen Memorial Cup. Ebenso wurde Veitch am Saisonende sowohl ins First All-Star Team der WHL als auch das Auswahlteam des Memorial Cups berufen und im NHL Entry Draft 1980 bereits an der fünften Gesamtposition von den Washington Capitals aus der National Hockey League (NHL) ausgewählt.
Der Abwehrspieler wechselte umgehend nach dem Draft in den Profibereich und konnte sich schnell im NHL-Kader der Capitals etablieren, wobei er auch zu Einsätzen für deren Farmteam, die Hershey Bears, in der American Hockey League (AHL) kam. Bereits in seinem zweiten Jahr sammelte der junge Kanadier 53 Punkte in 67 Saisoneinsätzen, ehe er in der Spielzeit 1982/83 durch eine langwierige Verletzung am Schlüsselbein fast das gesamte Jahr ausfiel und so lediglich 15 Partien absolvierte – allein fünf davon für die Hershey Bears. Durch die Verletzung und einen Rippenbruch fand Veitch auch in der folgenden Saison nur schwierig in den regulären Spielbetrieb zurück. Erst zur Saison 1984/85 konnte er wieder annähernd alle Spiele bestreiten, fand in der Offensive jedoch nicht wieder zu seiner Form zurück, woraufhin sich das Hauptstadt-Franchise im März 1986 von ihm trennte. Im Tausch für John Barrett und Greg Smith wurde Veitch an die Detroit Red Wings abgegeben. Bei den Red Wings fand der Defensivakteur in der Spielzeit 1986/87 zu alter Stärke zurück und verzeichnete mit 58 Scorerpunkten in 77 Spielen sein bestes Jahr in der Liga. Im folgenden Jahr bestätigte er die Leistungen nahezu, aufgrund des frühen Ausscheidens aus den Stanley-Cup-Playoffs 1988 wurde er jedoch im Juni 1988 an die Toronto Maple Leafs abgegeben, die sich dafür die Dienste des tschechoslowakischen Stürmers Miroslav Fryčer sicherten.
In der Organisation der Toronto Maple Leafs gelang es Veitch sich lediglich bis zum Februar 1989 in der NHL zu halten, da er nach bis dahin 37 Einsätzen mit lediglich zehn Punkten zum AHL-Kooperationspartner Newmarket Saints geschickt wurde. Dort beendete der Verteidiger die Spielzeit und kam auch in den folgenden beiden Jahren bei den Saints zum Einsatz. Im Frühjahr 1990 fand sich Veitch im AHL Second All-Star Team wieder. Es folgten lediglich zwei weitere NHL-Einsätze für Toronto in der Spielzeit 1990/91, ehe er im März 1991 im Tausch für Keith Osborne zu den St. Louis Blues geschickt wurde. Bei den Blues beendete er die Saison bei deren Farmteam Peoria Rivermen in der International Hockey League (IHL). Mit den Rivermen gewann der Kanadier die Meisterschaft in Form des Turner Cups. Daraufhin versuchte Veitch seiner Karriere mit einem Wechsel nach Europa neuen Schwung zu verleihen. Er wechselte im Sommer 1991 zum EV Landshut aus der Eishockey-Bundesliga. Das kurze Intermezzo endete jedoch bereits nach 18 Spielen, ehe der Abwehrspieler im November 1991 in seine kanadische Heimat zurückkehrte und einen Vertrag bis zum Saisonende bei den Moncton Hawks aus der AHL unterzeichnete. Im Sommer 1992 wechselte der Free Agent wieder zu den Peoria Rivermen in die IHL. Er verbrachte dort etwas mehr als drei Spieljahre bis zum Beginn der Saison 1995/96 und wurde am Ende der Spielzeit 1993/94 mit der Governor’s Trophy als bester Verteidiger der Liga ausgezeichnet.
Im Verlauf der Saison 1995/96 wechselte Veitch innerhalb der IHL zu den Phoenix Roadrunners und beendete dort die Spielzeit. Anschließend zog sich der 36-Jährige aus dem aktiven Sport zurück und begann im Rahmen der TV-Übertragungen der Roadrunners-Spiele als Analyst zu arbeiten. Bereits nach einem Jahr gab er den Posten wieder auf und kehrte stattdessen in den Spielbetrieb zurück. Veitch schloss sich den Phoenix Mustangs aus der West Coast Hockey League (WCHL), wo er zwei Spielzeiten verbrachte – letztere als spielender Assistenztrainer. Im Sommer 1999 zog sich der 39-Jährige endgültig aus dem Profisport zurück.

## Erfolge und Auszeichnungen
| - 1980 President’s-Cup-Gewinn mit den Regina Pats - 1980 WHL First All-Star Team - 1980 Memorial-Cup-Gewinn mit den Regina Pats - 1980 Memorial Cup All-Star Team | - 1990 AHL Second All-Star Team - 1991 Turner-Cup-Gewinn mit den Peoria Rivermen - 1994 Governor’s Trophy |

## Karrierestatistik
(Legende zur Spielerstatistik: Sp oder GP = absolvierte Spiele; T oder G = erzielte Tore; V oder A = erzielte Assists; Pkt oder Pts = erzielte Scorerpunkte; SM oder PIM = erhaltene Strafminuten; +/− = Plus/Minus-Bilanz; PP = erzielte Überzahltore; SH = erzielte Unterzahltore; GW = erzielte Siegtore; 1 Play-downs/Relegation; Kursiv: Statistik nicht vollständig)